# Asculumi csata (Kr. e. 279)
Az asculumi csata Kr. e. 279-ben zajlott a Római Köztársaság Publius Decius Mus consul vezette csapatai, illetve a Pürrhosz épeiroszi király vezette egyesült tarentumi, oszk, szamnisz és épeiroszi hadsereg közt. A pürrhoszi háború egyik fontos, egyenlő erők vívta csatája, amelyet ugyan a görög király nyert meg, de akkora veszteség árán, amely már-már vereséggel ért fel: innen eredeztetik a pürrhoszi győzelem kifejezést.
A küzdelmet a két 40 ezer fős sereg Asculum, a mai Ascoli Satriano mellett vívta és a phalanx harcmodorban harcoló Pürrhosz és a római légiók második összecsapása volt. (Az előző évben vívott heracleai csatát szintén Pürrhosz nyerte és szintén nagy veszteségek árán). 